# 辛亥路

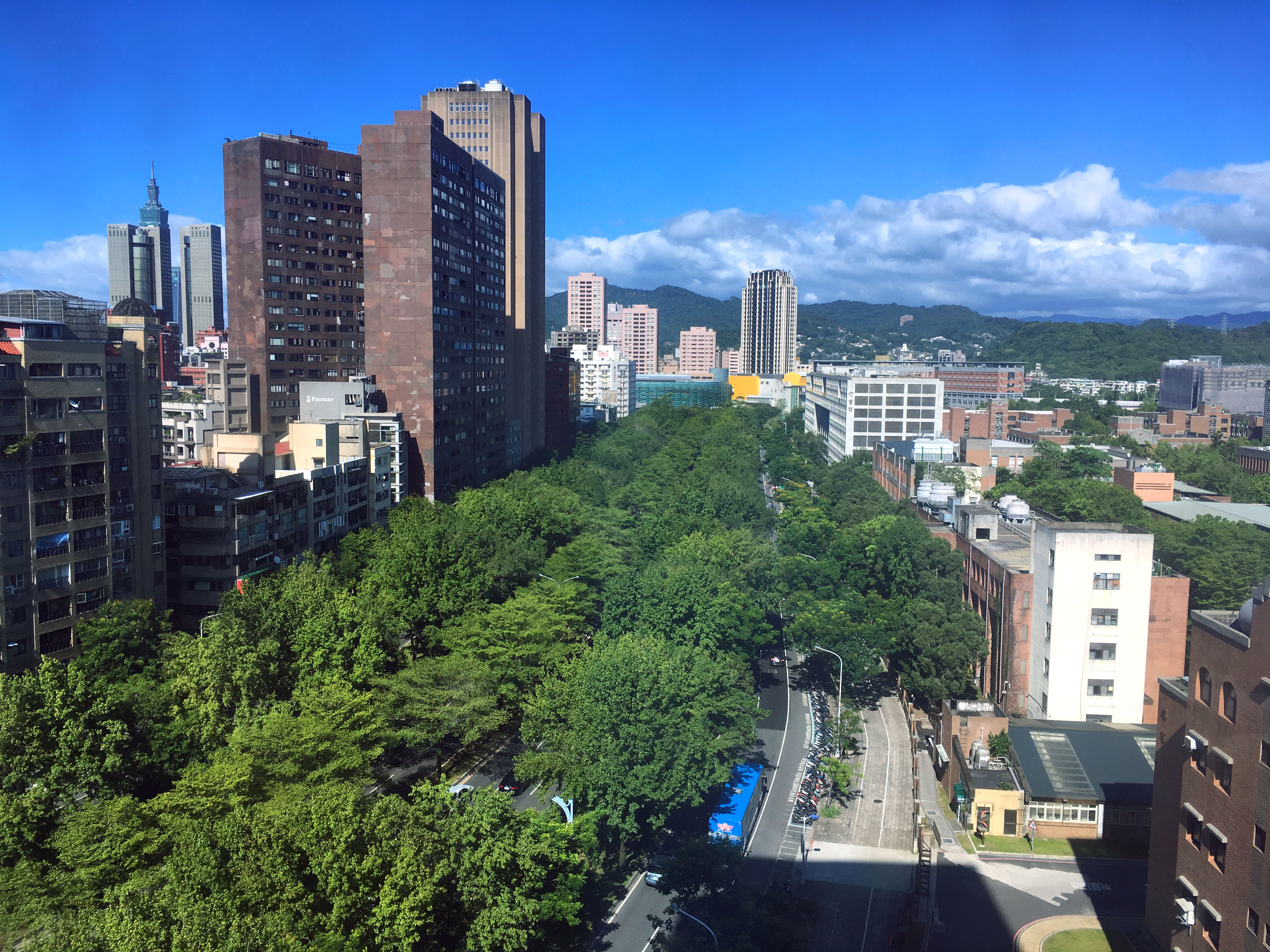
辛亥路二段，知名林蔭大道，面向復興南路路口

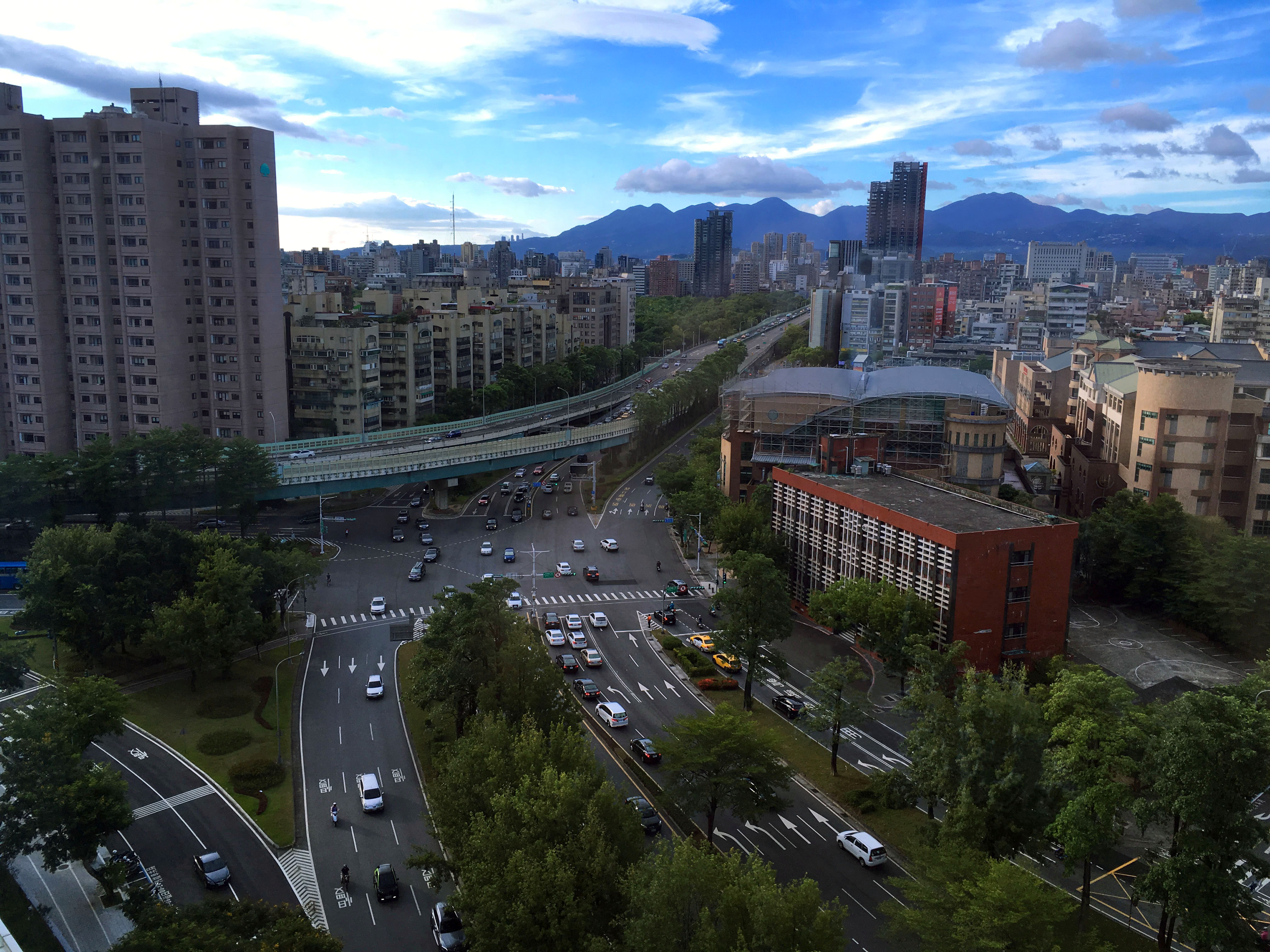
辛亥路二段及建國南路路口，圖中可見建國高架道路北向入口

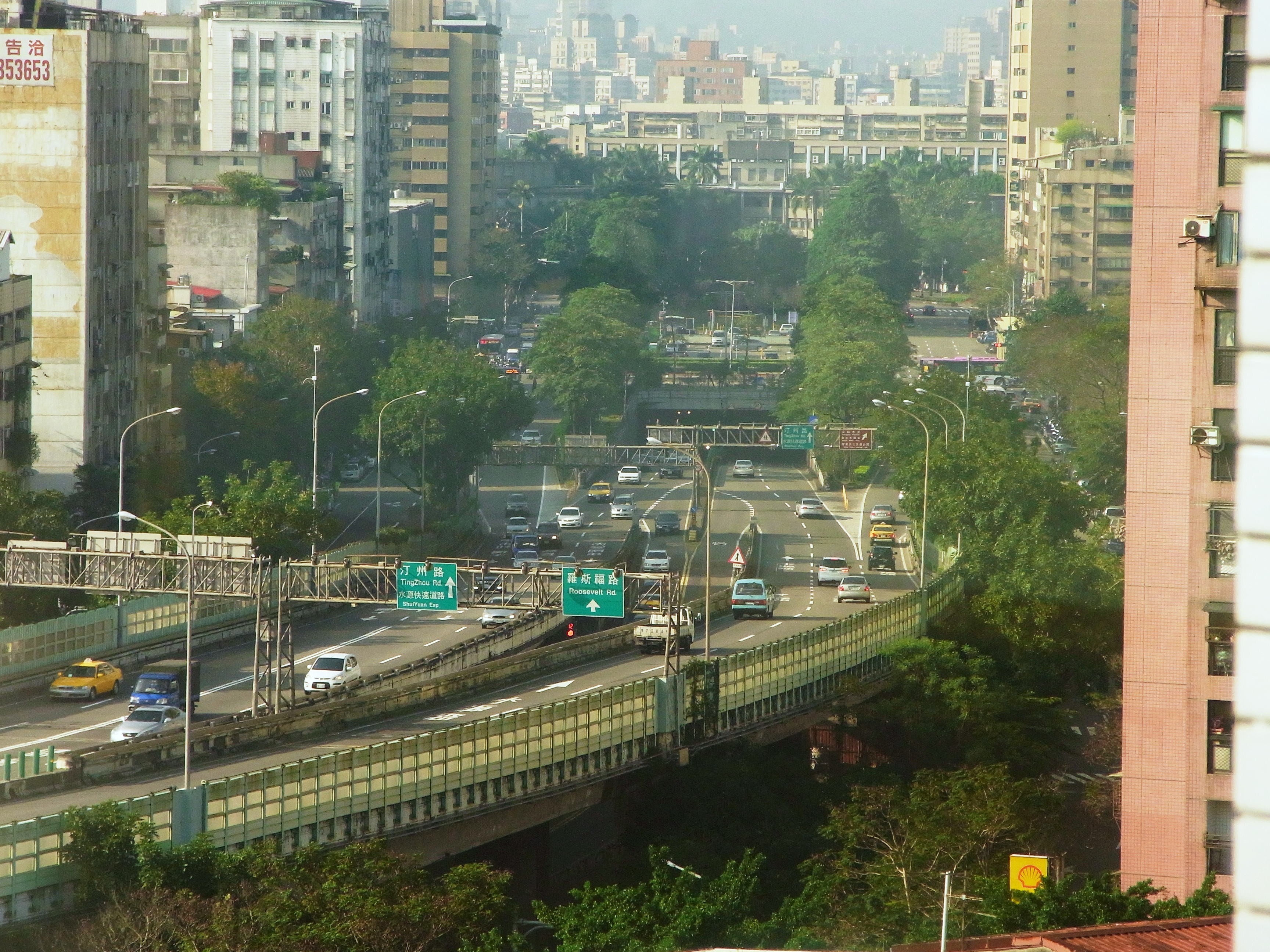
辛亥路、羅斯福路交會口的汀州路地下道及建國高架道路末端（前稱古亭交流道）

辛亥路，為臺灣臺北市的一條道路，共有七段，前三段為東西向，穿越辛亥隧道後的四段為南北向，北起三軍總醫院汀州院區，南抵木新路、寶橋（寶橋路）。由於穿越以辛亥革命為命名之辛亥隧道，因此道路命名為辛亥路。

## 行經行政區域
（由西至東）
- 中正區
- 大安區
- 文山區

## 歷史
- 1974年：辛亥路一段至四段正式命名。
- 1978年：辛亥路闢建五、六段。
- 1980年：將中港路拓寬後更名為辛亥路七段。[1]
- 1985年：台北市政府規劃興建古亭交流道（後稱辛亥路車行地下道）及辛亥路高架快速道路，將建國高架道路延伸至汀州路。
- 1986年：古亭交流道及辛亥高架道路興建工程動工。
- 1987年12月7日：辛亥高架道路興建工程發生橋面坍塌意外，無人傷亡。
- 1988年4月28日：辛亥高架道路興建工程再次發生橋面坍塌意外，無人傷亡。
- 1989年11月30日：上午十一時，由臺北市市長吳伯雄主持辛亥路高架道路通車典禮。
- 1992年3月11日：辛亥路車行地下道（羅斯福路、辛亥路口）通車。

## 分段
辛亥路共分七段。
- 一段：西起汀州路三段，東至新生南路三段接辛亥路二段。
- 二段：西起新生南路三段與辛亥路一段相接，東至復興南路二段與辛亥路三段相接；為知名林蔭大道。
- 三段：西起復興南路二段與辛亥路二段相接，東至辛亥隧道與辛亥路四段相接。
- 四段：北起辛亥隧道與辛亥路三段相接，南至興隆路二、三段與辛亥路五段相接。
- 五段：北起興隆路二、三段與辛亥路四段相接，南至懷恩隧道與辛亥路六段相接。
- 六段：北起懷恩隧道與辛亥路五段相接，南至木柵路一、二段與辛亥路七段相接。
- 七段：北起木柵路一、二段與辛亥路六段相接，南止於木新路三段、寶橋（寶橋路）。

## 沿線設施
| | |
| - 一段 - 辛亥路車行地下道（1.與本路段平面道路平行2.羅斯福路交叉口下方） - 耕莘文教院（22號） - 台北文化清真寺(25巷3號) - 台北捷運台電大樓站(1號出口) - 台北市公共自行車租賃系統捷運台電大樓站 - 建國高架道路辛亥路段 - 臺北市私立新民國民小學（113號） - 新生南路口 - 行政院人事行政總處公務人力發展學院臺北院區（新生南路30號） - 二段 - 國立台灣大學綜合體育館（門牌與台灣大學共用） - 國立台灣大學社會科學院新大樓及法律學院（門牌與台灣大學共用） - 國立台灣大學國青大樓 - 中央百世大樓(185號) - 經濟部智慧財產局（3F） - 專利檢索中心（26F） - 中華顧問工程司（28F） - 三段 - 臺北市立圖書館道藩紀念圖書館（11號3F） - 臺北市大安區健康服務中心、臺北市立聯合醫院附設大安門診部（15號） - 大安運動中心（55號） - 法務部司法官學院（81號） - 車行地下道（基隆路交叉口下方） - 臺北市立和平高級中學（正門設於臥龍街100號） - 國家地震工程研究中心（200號） - 黎元大樓(223號) - 臺北市立圖書館大安分館（4、5F） - 國道三甲台北端 - 臥龍公園 - 臺北市第二殯儀館（330號） - 辛亥隧道（銜接三、四段） | - 四段 - 辛亥隧道（銜接三、四段） - 臺北市文山區辛亥國民小學(103號) - 臺北市文山區辛亥國民小學地下停車場(103號) - 台北捷運辛亥站（128號） - 空軍臺北通信資訊大隊（191號） - 五段 - 台北市身心障礙者社區資源中心(94號) - 懷恩隧道（銜接五、六段） - 六段 - 懷恩隧道（銜接五、六段） - 七段 - 中港抽水站(21號) - 實踐抽水站(66號) - 臺北市立實踐國民中學（67號） - 保儀抽水站(101號) - 寶橋(路線終點) |